# یولداشوو (شهرستان اوچالینسکی، باشقیرستان)
یولداشوو (انگلیسی: Yuldashevo, Uchalinsky District, Republic of Bashkortostan) یک شهرک در شهرستان اوچالینسکی استان باشقیرستان کشور روسیه است.